# Maureen Gardnerová
Maureen Angela Jane Dysonová, rozená Gardnerová (12. listopadu 1928 Oxford – 2. září 1974 North Stoneham), byla britská atletka, která startovala hlavně na 80 metrů překážek. Na letních olympijských hrách v roce 1948 a na mistrovstvích Evropy v atletice v roce 1950 získala stříbrné medaile, oba závody prohrála s Fanny Blankers-Koenovou. Trénoval ji Geoff Dyson, kterého si vzala za manžela měsíc po olympiádě v roce 1948.
Její bývalý domov na 17 Maidcroft Road má nyní na její počest modrou plaketu.